# Pelikan (Schiff, 1923)
Die Pelikan war ein ab 1941 von der Kriegsmarine als Flakschiff genutzte, ursprünglich französische Fähre. Das Schiff kam 1923 als Lotharingia in Dienst, wurde 1934 in Alexis de Tocqueville umbenannt und 1939 von der französischen Marine als Minenschiff übernommen. Im August 1944 wurde die Pelikan durch einen Bombentreffer versenkt.

## Bau und technische Daten
Das aus Stahl gebaute Schiff lief am 8. März 1923 auf dem Glen Yard der Werft von William Hamilton & Co. in Port Glasgow am Clyde in Schottland mit der Baunummer 385 und dem Namen Lotharingia vom Stapel und wurde im April 1923 an die Cie. Nord Atlantique in Cherbourg ausgeliefert. Es war 60,9 m (Wasserlinie) bzw. 61,19 m (zwischen den Loten) lang und 11,61 m breit, hatte 4,70 m Tiefgang und war mit 1256 BRT und 598 NRT vermessen. Zwei Dreifach-Expansions-Dampfmaschinen, gefertigt von David Rowan & Co. in Glasgow, leisteten 170 nhp oder etwa 1200 PSi und ermöglichten über zwei Schrauben eine Geschwindigkeit von 12 Knoten.

## Geschichte
Die Cie. Nord Atlantique war ein in Frankreich registriertes Tochterunternehmen der britischen Cunard Line, und die in Cherbourg stationierte Lotharingia diente dazu, Passagiere und deren Gepäck zwischen der Abfertigungshalle am Kai und den wegen ihres großen Tiefgangs weiter draußen auf Reede liegenden, im Nordatlantikdienst fahrenden Passagierschiffen hin und her zu befördern. 1934 kam das Schiff an die Soc. Cherbourgeoise de Remorquage et Sauvetage, die den Passagierpendeldienst in Cherbourg übernommen hatte, und wurde in Alexis de Tocqueville umbenannt.
Am 27. August 1939, wenige Tage vor dem Ausbruch des Zweiten Weltkriegs, wurde das Schiff von der französischen Marine requiriert, als Minenschiff ausgerüstet und mit der Kennung X26 unter ihrem bisherigen Namen in Brest in Dienst gestellt.
Einen Tag bevor deutsche Truppen am 19. Juni 1940 in Brest einmarschierten, wurde die Alexis de Tocqueville von ihrer Besatzung am 18. Juni im Hafen versenkt. Die Kriegsmarine ließ das Schiff heben und reparieren, stattete es mit insgesamt sieben Flak der Kaliber 3,7 cm und 2,0 cm aus und stellte es mit dem Namen Pelikan und der Nummer FB 20 als Flakschiff bei der Hafenschutzflottille Brest in Dienst. Die Flottille wurde im Dezember 1943 mit der Hafenschutzflottille Lorient zur Hafenschutzflottille Bretagne vereinigt.
Als am 25. August 1944 die Schlacht um Brest begann, lag die Pelikan südlich von Brest zwischen der Halbinsel Île Longue und der Insel Trébéron etwa auf Position 48° 18′ N, 4° 31′ W vor Anker. Dort wurde sie bei dem schweren Luftangriff der Royal Air Force in der Nacht vom 25. zum 26. August von einer Bombe getroffen, was auf dem Achterdeck liegende Minen zur Explosion brachte und das Schiff vollkommen zerstörte. Nur zehn Mann der Besatzung konnten sich an das Ufer bei Quélern retten.